# فورين
فورين (تنطق بالهولندية: [ˈvu:rə(n)]; (بالفرنسية: Fourons)) هي بلدية في بلجيكا ‏ فلاندر (بلجيكا) تقع في بلجيكا مقاطعة ليمبورغ. يحدها هولندا شمالاً ووالونيا مقاطعة لياج (بالهولندية: Luik) جنوباً.